# نقض حقوق یارسانی‌ها در جمهوری اسلامی ایران
نقض حقوق پیروان آئین یارسان توسط نظام جمهوری اسلامی ایران بخشی از نادیده گرفتن و سرکوب اقلیتهای دینی و مسلکی در نظام جمهوری اسلامی است. نادیده گرفتن پیروان آئین یارسان یا اهل حق، در سالهای اخیر، بخشی از پوشش رسانه‌های خبری و سازمان‌های حقوق بشری بوده‌است. همچنین، در اصل ۱۳ قانون اساسی جمهوری اسلامی، این اقلیت، به صورت علنی به رسمیت شناخته نشده‌اند.
پیروان این آئین نادیده گرفته شده، در بین اقوام کرد، لر، لک، آذری و فارسی‌زبان پراکنده‌اند.

## پیشینه دین یارسانیان
دین یارسان در کردستان ایران پایه‌گذاری شد و در ادامه از دین‌های ایرانی همچون: مهرپرستی، مزدیسنا، مانوی، مزدکی و (تا اندازه‌ای) از هندو، یهودیت، مسیحیت و اسلام نیز تأثیر پذیرفت.
برخی معتقدند آئین یارسان با آئین ایزدی از یک ریشه هستند و این دو در دوران پیش از اسلام (پیش از حمله اعراب به ایران) یک گروه بوده‌اند.

### نام‌ها
در ایران به یارسانی‌ها اهل حق و در کردستان عراق، «کاکه‌ای» گفته می‌شود.

### اشتباه دربارهٔ نام و دین یارسان
دین یارسان از آیین علی‌اللهی و حروفیه جداست؛ همچنین به اشتباه یارسانی‌ها را شیطان‌پرست می‌نامند. البته هنری راولینسون در سفرش به پشتکوه از یارسانی‌ها به عنوان علی اللهی یاد کرده. هنری بایندر نیز در سفری که به استان کرمانشاه داشته، ضمن تمجید از پیروان آئین یاری به عنوان مردمی آرام و خوش‌برخورد و باگذشت، اهل حق‌ها را وابسته به طیف علی اللهی می‌داند.
هر چند که بسیاری نیز یارسان را یکی از جریان‌های وابسته به مذهب شیعه دوازده امامی جعفری می‌دانند، اما با این وجود، جمهوری اسلامی حتی حقوقی را که برای شیعیان در قانون اساسی خود لحاظ کرده، به نسبت مردم یارسان رعایت نمی‌کند و پیروان آئین یاری حتی به عنوان شیعه نیز به رسمیت شناخته نمی‌شوند و از اینرو، حتی در قالب شیعه نیز از کلیه حقوق سیاسی و اجتماعی خود محروم هستند.

### باورها
در دین یارسان، جایگاه پیغمبری وجود ندارد؛ بلکه جایگاه «انسان‌خدایی» وجود دارد که اسحاق برزنجی (شناخته‌شده به سلطان سهاک) مظهر خداست.؛ دیدگاهش دربارهٔ معاد با اسلام تفاوت دارد؛ در این دین، عقیده «دون‌نادون» -که شبیه تناسخ است؛ ولی با آن تفاوت دارد-وجود دارد.
در دین یاری، کوتاه کردن سبیل، باعث باطل شدن سرسپردگی (به مرشد) و خروج از دین یارسان می‌شود. یارسانی‌ها پس از حمله عرب‌های اسلام‌گرا به ایران، به نشانه نپذیرفتن اسلام و برای تمایز با مسلمانان-که ریش می‌گذاشتند (و سبیل را می‌تراشیدند)-سبیل‌هایشان را بلند می‌کردند.

#### کتاب دینی و زبان
نام کتاب مقدس یارسانیان اهل حق، سرانجام است. یارسانی‌ها به زبان‌های کردی، لری، لکی، ترکی و فارسی سخن می‌گویند.

### اماکن مهم دینی
قبله یارسانی‌ها پردیور است و محل عبادت یارسانیان اهل حق و علویان آناتولی در ترکیه امروزی جمخانه یا جمع خانه نام دارد. به نظر می‌رسد که اهل حق‌های ایران و علویان آناتولی، عبادت فردی ندارند و فقط به صورت جمعی به عبادت می‌پردازند.

### هنر
مراسم دینی یارسان با برخی از سازها، از جمله تنبور انجام می‌شود.
برخورداری از سبک در موسیقی تنبور یکی از ویژگی‌های آیین یارسان است.

### تنبورنوازان سرشناس
نام‌های برخی از تنبورنوازان برجسته یارسانی:
1. علی‌اکبر مرادی
2. سید خلیل عالی‌نژاد
3. سید قاسم افضلی[۱۸]
4. سید خلیل عالی‌نژاد
5. سید قدمیار حسینی
6. طاهر یارویسی
7. سید امرالله شاه‌ابراهیمی

### گاه‌شماری
نام گاه‌شماری (تقویم) دین یارسان، «گرمسیری سلطانی» است که به دست سید خلیل عالی‌نژاد پایه‌گذاری شد.

### آمار یارسانی‌ها
یارسان یکی از بزرگ‌ترین اقلیت‌های دینی ایران هستند و در حدود ۲ میلیون تا ۳ میلیون یارسانی در ایران و در شهرهایی همچون کردستان، کرمانشاه، لرستان، همدان، قزوین، زنجان، تهران، البرز، مازندران، گیلان و آذربایجان شرقی (و آذربایجان غربی) زندگی می‌کنند.

## یارسان و اسلام

### جدا بودن یارسان از اسلام
دین (باستانی و ایرانی) یارسان (کاکه) از دین اسلام جداست و تفاوت‌های بنیادینی با آن دارد. دین یاری بر پایه چهار اصل «راستی»، «پاکی»، «نیستی» و «ردا» است.
یارسانیان به مسائل اسلامی‌ای همچون: حجاب اجباری، نماز و نیز روزه گرفتن در ماه رمضان اعتقادی ندارند.

### ستیز اسلام‌گرایان با یارسانیان
«آن‌ها [مسلمانان] می‌گویند که ما آتش را می‌پرستیم؛ آن‌ها می‌گویند که ما خورشید را می‌پرستیم؛ آن‌ها می‌گویند که ما کافر هستیم؛ آن‌ها که روزی پنج بار نماز می‌خوانند و به مسجد می‌روند ما را طعنه می‌زنند؛ به آن‌ها بگویید ما راه نیاکانمان را می‌رویم؛ راه ما راه حق و حقیقت است؛ به آن‌ها بگویید ما عبادتمان [در] جم[خانه] است و [به جای نماز] نیاز می‌کنیم. یارسان اگر سرش برود، همانند آن‌ها [مسلمانان] نماز نمی‌گذارد؛ آن‌هایی که ریش بلند دارند و سبیلشان را کوتاه کرده‌اند، ما را طعنه و مسخره می‌کنند. ما آیین کُردان را دوباره زنده می‌کنیم…؛ هر یارسانی باید سبیل دست‌نخورده داشته باشد؛ آیین ایران را دوباره نشر می‌دهیم؛ آن‌ها می‌گویند کعبه و قبله[شان در] مکه است، به آن‌ها بگویید قبله ما پردیور در اینجاست و [مظهر] خدای ما سلطان سهاک است.» (نقل به مضمون) از نخستین کتاب «دفاتر کلام» دین یارسان

دین یارسان (از قدیم) تحت فشار «اسلامی شدن» بوده‌است.
بر اثر فشار حاکمان اسلامی، برخی از آداب مسلمانان، وارد مراسم یارسانی‌ها شد؛ از جمله، مجبور شدند که در مساجد، مراسم سوگواری مردگانشان را برگزار کنند.
در مسجدهای نزدیک محل زندگی ایزدیان، برخی از اسلام‌گرایان با صدای بلند می‌گویند که از ایزدیان، دختر بگیرید حتی به زور.
آن بخش از متون دینی یارسانی که با اسلام سازگاری ندارد، توسط جمهوری اسلامی سانسور و حذف شده‌است. یارسانی‌ها برای بقای خود و به اجبار، در ظاهر از اسلام تأثیر پذیرفته و برخی از مراسم اسلامی را انجام می‌دهند. اسلامیزه کردن یارسانیان و سایر تبعیض‌ها، منجر به مهاجرت یا تغییر دین برخی از آن‌ها شده‌است.

#### فتوای مراجع تقلید بر ضد پیروان دین یارسان
بر پایه فتوای بسیاری از مراجع تقلید (و نیز فقیهان حکومت جمهوری اسلامی)، پیروان کیش یارسان، نه مسلمان هستند و نه کتابی و به همین دلیل، کافر و نجس هستند و ازدواج با آن‌ها و نیز خوردن غذایشان را حرام اعلام کرده‌اند.
1. سید علی سیستانی: «اگر منکر ضروریات دین نباشد محکوم به طهارتند ولی به هر حال از فرقه ضاله هستند.»[۱۹]
2. حسین وحید خراسانی: «چنانچه از غلّات باشند، یعنی آن‌هایی که قائل به خدایی یکی از ائمه می‌باشند یا بگویند خدا در او حلول کرده‌است یا یکی از ضروریات دین را مثل نماز و روزه-با علم به اینکه ضروری دین است-منکر شو[ن]د یا از نواصب باشند؛ یعنی کسانی که دشمن یکی از ائمه یا حضرت فاطمه زهرا باشند نجسند و ازدواج با آن‌ها حرام است و باطل، و معاشرت و معامله با آن‌ها چنانچه تعزیز و تقویت آن‌هاست حرام است.»[۲۶]
3. محمدتقی بهجت: «[اهل حق] محکوم به نجاست هستند.»[۱۹]
4. لطف‌الله صافی گلپایگانی: «اگر واقعاً حضرت امیر (علی بن ابی‌طالب) را خدا می‌دانند، ازدواج با آن‌ها جایز نیست و باطل است و پاک هم نیستند و معاشرت با آن‌ها و چه بسا برای بعضی اشخاص، جایز نباشد.»[۲۶]
5. محمد فاضل لنکرانی: «اگر اعتقاد آنان برگشت به انکار یکی از اصول دین داشته باشد نجس هستند و مثل بهائی‌ها هستند.»[۲۶]
6. ناصر مکارم شیرازی: «در صورتی که منکر ضروری دین نباشند معامله با آن‌ها مانعی ندارد مشروط بر اینکه باعث تقویت فرقه آن‌ها نشود؛ ولی بهتر است از این ازدواج [ازدواج با یارسان‌ها] صرف نظر کنید.»[۲۶]
7. سید علی خامنه‌ای: «اگر توحید و نبوت و هیچ‌یک از ضروریات دین اسلام را انکار نکنند و معتقد به نقصی در رسالت رسول اکرم نباشند حکم به کفر و نجاست آن‌ها نمی‌شود، در غیر این صورت باید هنگام تماس با آن‌ها یا خوردن غذای آنان، مسئله طهارت و نجاست مراعات شود.»[۲۶]

## یارسانیان در دوره‌های تاریخی

### دوره حمله عرب‌های اسلام‌گرا و پس از آن
پس از فروپاشی شاهنشاهی ساسانی (حمله اعراب به ایران) بسیاری از دین‌های باستانی ایرانی؛ از جمله، آیین مانی و مزدک…، در معرض انقراض قرار گرفتند؛ ولی پیروان دین یارسان-که با دین ایزدی، هم‌ریشه است-به دلیل پنهان کردن عقاید خود در قالب «سرّ مگو» توانستند باقی بمانند.
دین باستانی و ایرانی یارسان در ۱۴۰۰ سال گذشته، در برابر اسلام و اعراب، مقاومت کرده‌است.

### در دورهٔ امپراتوری عثمانی
یارسانی‌ها و ایزدی‌ها در دورهٔ امپراتوری عثمانی ۷۴ بار توسط این دولت قتل‌عام شدند. پیروان هر دو آیین به بزرگان خود، پیر می‌گفتند؛ ولی یارسانی‌ها بعدها به بزرگانش سید گفتند؛ همان‌طور که ایزدیان بر اثر فشار حکومت اسلامی عثمانی، به بزرگانشان شیخ گفتند. همچنین در حکومت جمهوری اسلامی به دلیل ممنوع بودن واژه «پیر» در آغاز نام بزرگان یارسان، واژه سید به کار می‌رود که البته هیچ ربطی به مفهوم اسلامی‌اش ندارد.

### دوره پهلوی
در دورۀ پهلوی بر اساس قانون اساسی مشروطه، دین اسلام و مذهب تشیع دین رسمی کشور محسوب می‌شد و به جز آن، از میان همۀ ادیان و مذاهب رایج در ایران تنها پیروان ۳ دین زرتشت، مسیحیت و یهودیت مجاز بودند در مجلس شورای ملی نماینده داشته باشند. در دورۀ پهلوی دین یاری هم در قانون اساسی و هم در مجلس مورد بی‌اعتنایی قرار گرفته بود. با این وجود از نظر اجتماعی یارسانی‌ها در دوره پهلوی مورد تفتیش عقاید قرار نمی‌گرفتند و در برگزاری مراسم دینی‌شان آزاد بوده و حقوق انسانی‌شان نقض نمی‌شد. این در حالی بود که مناطق یارسان‌نشین از نظر اقتصادی به‌شدت در دست‌یابی و بهره‌مندی از امکانات و منابع ثروت ملی محروم بودند. در این مناطق به جز کشاورزی، باغداری و دامپروری منبع درآمد دیگری وجود نداشت و دولت صنایع تولیدی در آن راه‌اندازی نمی‌کرد و صنایع دستی و کارگاه‌های خرده‌پا نیز مورد حمایت قرار نمی‌گرفتند. دولت مرکزی محل سکونت مردم یارسان را که عمدتاً در مناطق مرزی بود میلیتاریزه و امنیتی می‌کرد و به مسئولیت خود در اختصاص منابع وامکانات دولتی برای رشد و پیشرفت و توسعۀ آن عمل نمی‌کرد.

### دوره جمهوری اسلامی
«امکان ندارد یک سند در ایران پیدا کنید که کسی نوشته باشد [پیرو دین] یارسان است؛ حتی در اسناد ازدواج یا معاملات ملکی هم ما [نام دین خود را] نمی‌نویسیم؛ با این همه مخفی‌کاری، باز هم فرصت شغلی و تحصیلی به ما داده نمی‌شود. خود من در [آزمون] کنکور شرکت کرده و [رشته] تربیت معلم قبول شدم؛ با اینکه دین را اسلام نوشته بودم، ولی پس از گزینش محلی، به دلیل یارسان[ی] بودن مرا رد کردند.» گفتاوردی از رضا شاه‌مرادی (فعال مدنی یارسانی)

دین یارسان از سوی جمهوری اسلامی به رسمیت شناخته نمی‌شود و حقوق انسانی یارسانی‌ها (با اینکه بزرگ‌ترین اقلیت دینی ایران هستند) نیز به دلیل اهل کتاب نبودن پایمال می‌شود. به گونه‌ای که برخی‌شان به نشانه اعتراض به نقض حقوقشان خود را آتش زده و جان می‌بازند.

## نقض حقوق یارسانی‌ها

### اعدام، ترور، کشتار خیابانی و نیز مرگ بر اثر شکنجه
«استبداد شما گویی خوره‌ای است که آرام آرام همه چیز را می‌خورد و حرارتی هستید که آب حیات و زندگانی، دین، شرف و ناموس و رحم و انصاف و همه چیز این ملت را رفته رفته تبخیر می‌کند! … پایم از هم جدا شده بود و هنگام شکستن، صدایی شبیه به شکستن چوب را شنیدم؛ استخوان‌ها[یم] به هم می‌خوردند؛ پایم را از جایی که شکسته بود مثل پارچه به این طرف و آن طرف می‌انداختند و هر کس [از مأموران حکومت که] می‌آمد با مشت و پوتین، روی سر و پایم می‌زد و به صورتم تف می‌انداخت؛ تمام بدنم خون‌ریزی می‌کرد به طوری که در ۲۲ ساعت شکنجه، ۳۳ بار پانسمانم کردند.» (پیام یارسانی زندانی، مهدی قاسم‌زاده، پیش از اعدام در خطاب به سید علی خامنه‌ای)

برخی از کنشگران دین یارسان توسط حکومت جمهوری اسلامی کشته شده‌اند؛ کسانی همچون:

#### مردان
1. خلیل عالی‌نژاد (نام خانوادگی پیشین: ظاهری)؛ تنبورنواز و یکی از بزرگ‌ترین تنبورنوازان یارسانی بود که در آبان ۱۳۸۰ و در شهر گوتنبرگ سوئد توسط وزارت اطلاعات کشته[۲۱] و سوزانده شد.
2. کیانوش آسا؛ یکی از پیروان آیین یاری و اهل کرمانشاه و دانشجوی ارشد دانشگاه علم و صنعت در اعتراضات ۲۵ خرداد ۱۳۸۸ (جنبش سبز ایران) در میدان آزادی تهران به دست برخی از نیروهای امنیتی، گلوله خورد و پس از حدود ۱۰ روز از ناپدید شدنش جنازه‌اش از سوی خانواده‌اش شناسایی شد.[۱۹]
3. سامان یاسین (صیدی)؛ خواننده رپ و کرد ایرانی یارسانی[۳۴] است که به دلیل حمایت از خیزش ۱۴۰۱ ایران، از سوی دادگاه انقلاب اسلامی به اعدام محکوم شد.[۳۵]
4. در دی ۱۳۹۶ (اعتراضات دی ۱۳۹۶ ایران) یک یارسانی به نام پیمان پدرود، به دست برخی از نیروهای امنیتی در مهرشهر کرج بازداشت شده و سپس ناپدید شد. وی پیش از این نیز چند بار به دلیل دفاع از حقوق شهروندی یارسانی‌ها بازداشت شده بود.[۳۶]
5. در درگیری‌های روز ویران شدن آرامگاه نورعلی الهی (یکی از بزرگان یارسان) توسط حکومت جمهوری اسلامی، چند تن از یارسانیان کشته شدند که هیچ‌گاه ماجرای کشتار آن‌ها از سوی حکومت اسلامی پیگیری نشد.
6. دو برادر کرد یارسانی کرمانشاهی به نام‌های روشن رستمی (۱۶ ساله) و فرشاد رستمی (۲۰ ساله) در گوتنبرگ سوئد در اثر تیراندازی ترور و کشته می‌شوند.
7. محسن مرادی؛ کرد یارسانی که در پی یکی از اعتراضات مردمی بر ضد حکومت جمهوری اسلامی، در کرج بازداشت شد و در در زندان قزل‌حصار، زیر شکنجه، جانش را از دست داد.
8. در اعتراضات پیروان کیش یارسان در میاندوآب آذربایجان غربی و در سال ۱۳۸۳ خورشیدی، ۹ تن کشته شدند. شمار بسیاری از اهالی یک روستای یارسان‌نشین بازداشت شده و برای ۵ تن از آن‌ها به اتهام محاربه، حکم اعدام صادر شد.[۲۱]
9. مهدی قاسم‌زاده؛[۳۷] شهروند کرد یارسانی که در پی اعتراضات پیروان یارسان در میاندوآب و در سال ۱۳۷۳ بازداشت شده و در اسفند ۱۳۸۷ در زندان ارومیه اعدام شد؛ البته برخی از یارسانی‌ها در اعتراضات خیابانی توسط نیروی انتظامی جمهوری اسلامی کشته شدند.[۲۱]
10. رامین حسینی (معروف به رامین مشعشعی)؛ شهروند کرد یارسانی که در ۳ مهر ۱۳۹۷ و در اداره اطلاعات همدان کشته شد.
11. حسین احمدی جیحون‌آبادی (فرزند علی خان احمدی جیحون‌آبادی، از بزرگان یارسان)، کرد یارسانی و دانشجوی رشته جامعه‌شناسی که در ۱۹ فروردین ۱۳۹۰ به دست برخی از مأموران حکومت جمهوری اسلامی در عراق ترور و کشته شد.
12. قربان حسینی (فرزند ولی تنبورنواز)، آموزگار یارسانی و پایه‌گذار «کانون صنفی معلمان کرمانشاه» و فعال در جنبش‌های چپ کارگری، توسط حکومت جمهوری اسلامی اعدام شد.[۱۹]
13. فردین حسینی؛[۳۸] شهروند کرد یارسانی که به اتهام کشتن (زدن یک مشت به سر) امام جمعه هشتگرد (عامل ویران شدن آرامگاه یکی از سران آیین یاری و در پی آن، کشته شدن چند یارسانی[۳۸]) بازداشت شده و پس از چند سال بازداشت و نیز شکنجه‌های شدید، اعدام شد؛ البته او در رنجنامه‌ای پیش از اعدام در ۱۳۹۴ خورشیدی، اتهام قتل را رد کرده و دلیل فشارها بر خود و خانواده‌اش را پیروی از آیین یارسان اعلام کرد.[۲۱]
14. رضا رسایی که در جریان خیزش ۱۴۰۱ ایران دستگیر شده‌بود، به مشارکت در ضرب و جرح و «قتل عمد» رئیس اطلاعات سپاه پاسداران شهر صحنه متهم و در ۱۶ مرداد ۱۴۰۳ اعدام شد.[۳۹]

#### زنان
1. مینو مجیدی؛ زن ۶۲ سالهٔ کُرد[۴۰] یارسانی[۴۱] که در خیزش ۱۴۰۱ ایران در روز ۲۹ شهریور در کرمانشاه با شلیک گلوله مأموران جمهوری اسلامی ایران کشته‌شد.[۴۲]
2. میترا استاد که به دست یکی از وزیران پیشن حکومت جمهوری اسلامی محمدعلی نجفی و با چند گلوله کشته شد، به دلیل یارسانی بودن، «مهدور الدَّم» دانسته شد[۱۹] و از خانواده مقتول، به زور، خواسته شد که رضایت دهند.[۲۰]

#### خودکشی و خودسوزی اعتراضی

##### مردان
1. حکمت صفری؛ یک سرباز یارسانی که در فروردین ۱۳۹۳، که به دلیل فشار بر وی برای تغییر دین (از یارسان به اسلام) و نیز در اعتراض به توهین فرماندهان یکی از پادگان‌های سپاه پاسداران انقلاب اسلامی استان کردستان به مقدسات دینش خودکشی کرد.[۲۱]
2. نیک‌مرد طاهری؛ شهروند کرد یارسانی که در ۲۴ خرداد ۱۳۹۲ و در اعتراض به ستم حکومت جمهوری اسلامی به یارسانیان، در برابر فرمانداری همدان خودسوزی کرده و جان باخت.
3. حسن رضوی؛ شهروند کرد یارسانی که در ۱۱ خرداد ۱۳۹۲ و در اعتراض به نقض حقوق شهروندان یارسانی توسط حکومت جمهوری اسلامی، در برابر فرمانداری همدان خود را به آتش کشید و جان باخت.
4. در سال ۱۳۹۲ خورشیدی، سه شهروند یارسانی به نام‌های نیک‌مراد طاهری، حسن رضوی و محمد قنبری در اعتراض به نقض حقوق یارسانی‌های زندانی، خود را آتش زده و جان باختند.[۲۱][۲۰]

##### بانوان
1. شِلِر فرهادی؛ دانشجوی دختر کُرد یارسانی که توسط حکومت جمهوری اسلامی بازداشت و شکنجه شده و در دی ۱۳۹۱ بر اثر فشارهای وارده، خودکشی کرد.[نیازمند منبع]

### احضار، بازداشت، ربایش، شکنجه و زندان

#### مردان
1. در آبان ۱۳۹۳، دو دانشجوی یارسانی به نام‌های جهانگیر سلیمی و وحید فرودی، در مقابل دانشگاه رازی کرمانشاه ربوده شدند.[۳۶]
2. در دی ۱۳۹۳ یکی از پیروان آیین یارسان به نام امیر رجبی، به دلیل خودداری از تراشیدن سبیل خود، به سلول انفرادی منتقل شد که وی به همین دلیل، اعتصاب غذا کرد.[۳۶]
3. بابک دبیریان، کنشگر کُرد و معترض یارسانی به دست حکومت جمهوری اسلامی بازداشت شد.[۱۹]
4. در اردیبهشت ۱۳۸۶، ۶۰ تن از یارسانیان به دلیل اعتراض به اهانت به برخی از یارسانی‌های دیگر (تراشیدن سبیل‌هایشان به دست نیروی انتظامی) بازداشت شدند.[۴]
5. در تیر ۱۳۹۳، علی اشرف رحمانی، شهروند یارسانی اهل ساوه به دلیل پیگیری پرونده خود، به دست برخی از نیروهای وزارت اطلاعات بازداشت شد. وی در مهر ۱۳۹۲ نیز به دلیل حضور در تجمع اعتراضی در مقابل مجلس شورای اسلامی دستگیر شد.[۳۶]
6. در اردیبهشت ۱۳۸۶ در شهرک دره دریژ کرمانشاه، ده‌ها تن از شهروندان کُرد یارسانی معترض، بازداشت شدند. رئیس زندان به قصد تنبیه، دستور تراشیدن سبیل برخی از بازداشت‌شدگان را آن‌ها را داد.[۲۱]
7. در دی ۱۳۹۹، مسئولان زندان ساوه، به قصد تحقیر و اهانت به مردم یارسان، سبیل یکی از زندانیان یارسانی به نام جواد احمدی را به زور تراشیدند.[۳۶]
8. در آبان ۱۳۹۳ سبحان رحیمی، یکی از دانشجویان یارسانی به دست برخی از نیروهای امنیتی، مورد ضرب و شتم قرار گرفت؛ این کتک‌کاری پس از عید خاونکار یارسانی انجام شد.[۳۶]
9. در ۲۲ دی ۱۳۹۸ سیاوش حیاتی، شهروند کرمانشاهی و سخنگوی «مجمع مشورتی فعالان مدنی یارسان»، به دست برخی از نیروهای امنیتی بازداشت شد.[۴۳] وی همچنین به دلیل یارسانی بودن (مسلمان نبودن) از حق ادامه تحصیل در دانشگاه محروم شد.[۴۴]
10. در شهریور ۱۳۹۳ امین عباسی از اعضای «مجمع مشورتی فعالان مدنی یارسان»، برای سومین بار به پلیس امنیت کرمانشاه، احضار، بازداشت و بازجویی شد.[۳۶]
11. خلیل اسدی بوژانی، فعال کُرد و معترض یارسانی به دست حکومت جمهوری اسلامی بازداشت شد.[۱۹]
12. در مرداد ۱۳۹۵ سیاوش کلیایی، کنشگر یارسانی اهل تاکستان قزوین به دلیل برگزاری مراسم سالگرد برای محمد قنبری، از سوی پلیس امنیت قزوین احضار و بازداشت شد.[۳۶]
13. علی قدمی عضو شورای الوند در انتقاد به سخنان توهین‌آمیز مسعود مهدوی، امام جمعه شهر الوند (به پیروی از فتواهای مراجع تقلید شیعه بر ضد) پیروان دین یارسان، به دستور امام جمعه، از شورا اخراج شده و نیز به حکم دادگاه به ۴۰ ضربه شلاق محکوم گردید.[۱۹]
14. در تیر ۱۳۹۵ سه تن از فعالان یارسانی به نام‌های امین عباسی و نوشاد طاهری و سیاوش حیاتی از سوی نهادهای امنیتی احضار و بازجویی شدند.[۳۶]

#### بانوان
1. مژگان کاووسی، فعال کُرد و معترض یارسانی که به دست حکومت جمهوری اسلامی بازداشت شد.[۱۹]
2. فرشته چراغی، کنشگر کُرد و معترض یارسانی که توسط نظام جمهوری اسلامی دستگیر شد.[۱۹]

#### موارد دیگر
1. در مهر ۱۳۹۴، یک زوج به نام‌های امین ایهاوند و مژگان عباس‌باشی در مقابل دانشگاه بوعلی همدان و با خشونت سرنشینان مسلح دو خودرو، بازداشت شده و به مکان نامعلومی منتقل شدند و همچنین وبلاگ «صوفی جمخانه» آن دو نیز مسدود شد.[۳۶]
2. در مرداد ۱۳۹۳، شش تن از پیروان آیین یاری به نام‌های عین‌الله یاری (و فرزندانش:) پگاه یاری و امیرحسین یاری (۱۴ ساله)، مجتبی نوروزی، بحرعلی فرهادی و (همسرش:) سحرناز افروزی به دست برخی از نیروهای امنیتی در همدان بازداشت شده و به مکان نامعلومی منتقل شدند.[۳۶]
3. در دی ۱۳۹۸، پنج تن دیگر از کنشگران و باورمندان یارسانی به نامهای بابک دبیریان (در کرمانشاه)، خلیل اسدی بوژانی (در کرمانشاه)، فرشته چراغی (در سر پل ذهاب)، مژگان کاووسی (در کلاردشت) و پیام بیدرود (در زنجان) به دست نیروهای امنیتی بازداشت شدند. بابک دبیریان در دوره بازداشتش به دست برخی از نیروهای سازمان اطلاعات سپاه پاسداران انقلاب اسلامی شکنجه شد.[۳۶]

### مزاحمت و ممنوعیت فرهنگی، سیاسی، اجتماعی و اقتصادی
1. در سال ۱۳۶۱ سیاوش حیاتی، آموزگار پیشین آموزش و پرورش به دلیل باور به آیین یاری در جریان انقلاب فرهنگی اخراج شد.[۳۶] او که بعداً فعالیت خود را به عنوان یکی از اعضای شورای مرکزی «مجمع مشورتی فعالان مدنی یارسان» ادامه داد، بعدها از تسهیلات دانشجوی ممتاز در مقطع دکتری نیز محروم شد.
2. اکبر مرادی و شهرام فتحی‌پور دو کارگر کارخانهٔ ریسندگی کرپ‌ناز هرسین در فروردین ۱۳۹۰ به دلیل باور به دین یاری و شرکت نکردن در مراسم نماز جماعت از سوی حراست و مدیران این شرکت اخراج شدند.[۴۵]
3. علی نظری جلال‌وند، آموزگار و از اعضای شورای مرکزی «مجمع مشورتی فعالان مدنی یارسان» به دلیل ابراز عقیده دینی‌اش از اداره آموزش و پرورش اخراج شد.[۲۱]
4. دو تن از یارسانیان ساکن روستای زرنان (قلعه حسن خان/شهر قدس) تهران به دلیل یارسانی بودن، از سوی قاضی دادگاه و با استناد به فتوای مراجع تقلید، با اهانت و تحقیر اخراج می‌شوند.[۴]

#### اجبار به تغییر دین
از سوی حکومت جمهوری اسلامی، یارسانی‌ها را مجبور می‌کنند به تغییر دین از یارسان به اسلام.

### آزار خانواده کنشگران
1. در مهر ۱۳۹۴ برخی از اعضای خانواده شماری از کنشگران یارسانی برون‌مرز، بازجویی شدند.[۳۶]

## ویران کردن برخی از اماکن دینی یارسان
به دستور برخی از مسئولان حکومتی، برخی از مکان‌های زیارتی یارسانی‌ها ویران شد که برخی از آن موارد، چنین است:
1. نورعلی الهی جیحون‌آبادی، یکی از بزرگان یارسان بود که نماینده ولی فقیه و امام جمعه هشتگرد به نام عباس‌علی صباحی گلپایگانی در هجدهم تیرماه، سال ۱۳۶۱ شمسی، پس از نماز جمعه به همراه شماری از مأموران وزارت اطلاعات، سپاه پاسداران انقلاب اسلامی و بسیج با بولدوزر به آرامگاهش حمله کردند و آنجا را ویران کردند.[۴۷] در درگیری‌های آن روز، چند تن از یارسانیان کشته شدند که هیچ‌گاه ماجرای کشتار آن‌ها از سوی حکومت اسلامی پیگیری نشد.
2. در خرداد ۱۳۹۰، نیروهای امنیتی، یکی از اماکن زیارتی یارسانیان به نام «سید فرخ» را ویران کردند.[۴۸]
3. در ۸ اسفند ۱۳۹۴ چند صد تن از «شیعیان پیرو ولایت (فقیه)» با سنگ و چوب به آخرین جمخانهٔ باقی‌ماندهٔ یارسانی‌ها در شاه‌آباد (اسلام‌آباد) حمله کرده[۴۹] و به ساختمان آسیب‌هایی رساندند و بسیاری از یارسانی‌های حاضر را کتک زدند. این افراد که از پشتیبانی نیروهای امنیتی و پلیس برخوردار بودند شعار دادند: «این فرقه ضاله نابود باید گردد»؛ آن‌ها با گذاشتن سبیل‌های مصنوعی و بدشکل، شهروندان یارسانی را تحقیر و تمسخر کردند.[۳۶]
4. در اسفند ۱۳۹۹، چند تن به آرامگاه باستانی بابا یادگار (که به دست مخالفانش کشته شد) حمله کرده و آن را به رگبار بستند.[۵۰]
5. در اسفند ۱۳۸۹، حکومت جمهوری اسلامی در صدد برآمد که زیارتگاه سلطان سهاک (بزرگ‌ترین پیشوای یارسان) را ویران کند که برخی از یارسانی‌ها در اعتراض به مسئله، تجمع کردند.[۵۱]

## دوره جنگ
1. در ۳۱ تیر سال ۱۳۶۷ و چهار روز پس از پذیرش قطعنامه ۵۹۸ (اعلام پایان جنگ ایران و عراق) مردم روستای زرده-که یارسانی هستند-مورد حمله بمب‌های شیمیایی حکومت صدام حسین قرار گرفتند که این حمله، باعث کشتار ۳۷۵ تن و نیز زخمی شدن ۱٫۲۰۰ تن شد که بسیاری از آن مصدومان شیمیایی هنوز هم از سوی حکومت جمهوری اسلامی، مورد حمایت و مداوا قرار نگرفته‌اند.[۳۶]

### آمار کشتگان جنگ
۷۸۸ تن از یارسانی در جنگ ۸ ساله ایران و عراق کشته شدند.

## فعالیت‌ها و اعتراضات
«ما خواهان فراهم آوردن مقدمات لازم جهت شناخته شدن آیین یاری یارسان به عنوان آیینی مستقل در قانون اساسی هستیم.» (بخشی از بیانیه «مجمع مشورتی فعالان مدنی یارسان»)

1. در مرداد ۱۳۹۲ و پس از خودسوزی چند یارسان، نزدیک به ۱۰۰ تن از فعالان مدنی دین یارسان در کرمانشاه، مجمعی به نام «مجمع مشورتی فعالان مدنی یارسان» را بنا نهادند تا با روش مسالمت‌آمیز و مدنی، خواسته‌های اهل حق را پیگیری کنند.[۲۱]
2. در تیر ۱۳۹۵ سه تن از کنشگران یارسان، به نشانه اعتراض به نقض حقوق یارسانی‌ها، تا پایان سفر رئیس‌جمهور وقت (حسن روحانی) به شهر کرمانشاه، لبانشان را دوختند و روزه سکوت گرفتند.[۳۶]
3. در سال ۱۳۹۶ چند تن از یارسانی‌ها در اعتراض به جلوگیری حکومت جمهوری اسلامی از دیدار نمایندگان «مجمع مشورتی فعالان مدنی یارسان» با رئیس‌جمهور و حتی استاندار، لبانشان را دوختند.[۵۲]
4. در ۲۲ بهمن ۱۳۹۶ (سی و نهمین سالگرد انقلاب ۱۳۵۷) «مجمع مشورتی فعالان مدنی یارسان» در بیانیه‌ای فقر، بی‌عدالتی، بیکاری، بیماری (مشکلات درمانی)، اعتیاد، در دست داشتن قدرت توسط اقلیتی از مسئولان، وجود ثروت‌های نجومی، رانت‌های بی‌پایان، بانک‌های خصوصی، اختلاس‌های هزاران میلیاردی، سمَت‌های خویشاوندی، تابعیت‌های دوگانه (برخی از مسئولان و فرزندانشان)، کاخ‌های رؤیایی، القاب تقدس‌یافته و نیز دوقطبی بودن جامعه، اعتراض کردند.[۵۳]
5. در تیر ۱۴۰۰، هفت تن از زندانیان یارسانی به نام‌های خیرالله حق‌جویان، سیاوش حیاتی، امین عباسی، داریوش حیدری، شاهرخ صائمیان، پیام رضایی و نوشاد طاهری، اعتصاب غذا کردند.[۵۴][۵۵]
6. یارسانی‌ها (با توجه به باستانی و ایرانی‌بودن دینشان) در پی زنده کردن برخی از جشن‌های باستانی، از جمله، جشن مهرگان هستند.
7. در ۸ دی ۱۳۹۸، مجمع مشورتی فعالان مدنی یارسان با انتشار بیانیه‌ای به سرکوب اعتراضات سراسری آبان ۱۳۹۸ انتقاد کرد.[۳۱]

## سرکوب اعتراضات
1. در سال ۱۳۸۶ مأموران جمهوری اسلامی به شهرک دره دریژ کرمانشاه حمله‌ور می‌شوند و به زور، سبیل برخی از مردان یارسانی معترض را می‌تراشند و شمار بسیاری را هم بازداشت و شکنجه می‌کنند.[۱۹]
2. در هشتگرد، بارها مراسم دینی یارسانی‌ها هدف حملات نیروهای وزارت اطلاعات و سپاه پاسداران انقلاب اسلامی قرار گرفت.[۱۹]
3. در دی ۱۳۹۲ برخی از نیروهای نظامی جمهوری اسلامی به یارسانیان نورآباد لرستان حمله کردند.[۳۶]

## روش‌های نقض حقوق
«جمخانه‌ها بسته شدند؛ شارب مردان یارسان[ی] به اجبار زده شد؛ صدای تنبورها دیگر شنیده نمی‌شد؛ کتاب‌ها و کلام‌های یارسان برچیده شد و عکس رهبر انقلاب (اسلامی، خمینی) در تمام اماکن مقدس یارسان‌ها نصب شد و صدای نوحه، جای کلام‌خوانی [یارسانی] را گرفت.»

1. یارسانی‌ها با اینکه بزرگ‌ترین اقلیت دینی و غیر مسلمان در ایران هستند از سوی حکومت جمهوری اسلامی، مجبور به کوچ کردن یا تغییر دین می‌شوند.[۱۶]
2. در حکومت جمهوری اسلامی، یارسانی نیز مانند اقلیت‌های غیر کتابی دیگر از حقوق انسانی خود همچون: ثبت ازدواج، دریافت خون‌بها (دیه)، ارث،[۴] تحصیل (در دانشگاه)، صدور پروانه کسب و استخدام در اداره‌های حکومتی… محرومند و همچنین دارایی‌های آن‌ها[۲۸] و پرستشگاه (جمخانه)هایشان مصادره می‌شود.[۲۹]
3. به گفته سخنگوی «سازمان دموکراتیک یارسان» پس از برپایی حکومت جمهوری اسلامی، فشارهای بر یارسانی‌ها چنان بود که بیش از ۴۰ هزار تن از آن‌ها مجبور به گریختن از خانه و و میهن خود شدند. نظام جمهوری اسلامی با روش‌های متفاوت، تلاش می‌کند که یارسانی‌ها خود را زیرمجموعه اسلام شیعه نشان دهند. برخی از سران دینی یارسانی‌ها با تهدید یا تطمیع، با جمهوری اسلامی همکاری می‌کنند.[۶]
4. به دلیل تبعیض سازمان‌دهی‌شده از سوی حکومت جمهوری اسلامی بر ضد پیروان کیش یارسان، آمار بیکاری در میان یارسانی‌ها بالاست.[۱۹]
5. برای تحقیر و توهین یارسانی‌ها سبیل‌هایشان تراشیده می‌شود.[۱۴][۲۹][۴]
6. جمخانه‌هایشان بسته (مصادره یا ویران) می‌شود.[۱۹]
7. کاندیداهای یارسانیان (از جمله، در هشتگرد) از سوی حکومت جمهوری اسلامی رد صلاحیت می‌شوند.[۵۶]
8. حکومت جمهوری اسلامی در راستای اسلامی کردن دین یارسان و پیروانش در جاهایی که حتی یک مسلمان وجود ندارد مسجد می‌سازد و در سه نوبت، از جمله، در سحرها اذان بخش می‌کند و آسایش یارسانی‌ها را می‌گیرد.
9. تبلیغات منفی حکومت جمهوری اسلامی بر یارسانی (و غیر کتابی‌های دیگر) گاه باعث آزار آن‌ها از سوی برخی از مردم (مسلمان) می‌شود.[۲۸]